# Ivette Forster
Ivette Forster (Amsterdam, 9 augustus 1959) is een Nederlands presentatrice.

## Loopbaan
Van 1994 tot 2002 presenteerde ze het Nederlandse televisieprogramma Jules Unlimited. Ze presenteerde tot 1999 zeven jaar het AT5 Nieuws.
Tevens produceerde zij een documentaire over de muzikant Doble-R en organiseert zij het Kwaku Summer Festival. Hiervoor begon zij samen met Vincent Soekra een eigen productiebedrijf.

## Privé
Forster groeide op in Amsterdam-West maar ging op elfjarige leeftijd naar Aruba. Ze kwam weer naar Nederland om te studeren, aan de Aeres Hogeschool in Wageningen